# Molí Vell de Biure
El molí Vell de Biure és un antic molí industrial del municipi de les Piles. Està ubicat al nord-est del nucli de Biure, prop del torrent de Biure. Les restes conservades pertanyien a un molí fariner que aprofitava l'aigua del torrent de Biure. Actualment encara es pot veure part del seu cacau i la part inferior de la coberta amb volta. Totalment derruït, només conserva la volta de canó de la seva part baixa i el seu cacau. És una obra inclosa en l'Inventari del Patrimoni Arquitectònic de Catalunya.